# Duddington
Duddington är en by i civil parish Duddington-with-Fineshade, i distriktet North Northamptonshire, i grevskapet Northamptonshire i England. Byn är belägen 16 km från Corby. Orten har 181 invånare (2009). Duddington var en civil parish fram till 1988 när blev den en del av Duddington with Fineshade. Civil parish hade 184 invånare år 1961. Byn nämndes i Domedagsboken (Domesday Book) år 1086, och kallades då Dodintone.